# Karol Godeffroy
Karol Godeffroy (ur. 1839, zm. 24 września 1872) – hrabia, właściciel Zborowa i okolicznych dóbr, założyciel i wieloletni właściciel uzdrowiska w Solcu-Zdroju, ojciec Juliana Godeffroy uczestnika powstania styczniowego.
Karol Godeffroy, gdy dorobił się znacznego majątku na dzierżawie starostwa rabsztyńskiego nabył dobra w Zborowie, zamieszkał w tamtejszym starym pałacu. Ożenił się z hrabianką Joanną Wessel, z którą miał dwóch synów Juliana i Józefa oraz córkę Karolinę.
W 1836 r. w pobliskim Busku-Zdroju otwarto uzdrowiskowe sanatorium Marconi. Prawdopodobnie to było impulsem dla Karola Godeffroy by w 1837 r. w odległym od Zborowa zaledwie o kilka kilometrów Solcu, wykorzystując lokalne, znane od wielu lat właściwości lecznicze tamtejszych wód założył uzdrowisko. W tym celu zostały wybudowane pierwsze budynki leczniczo-kąpielowe i mieszkalne oraz przyłączono do Solca przyległe 100 ha lasu iglastego.

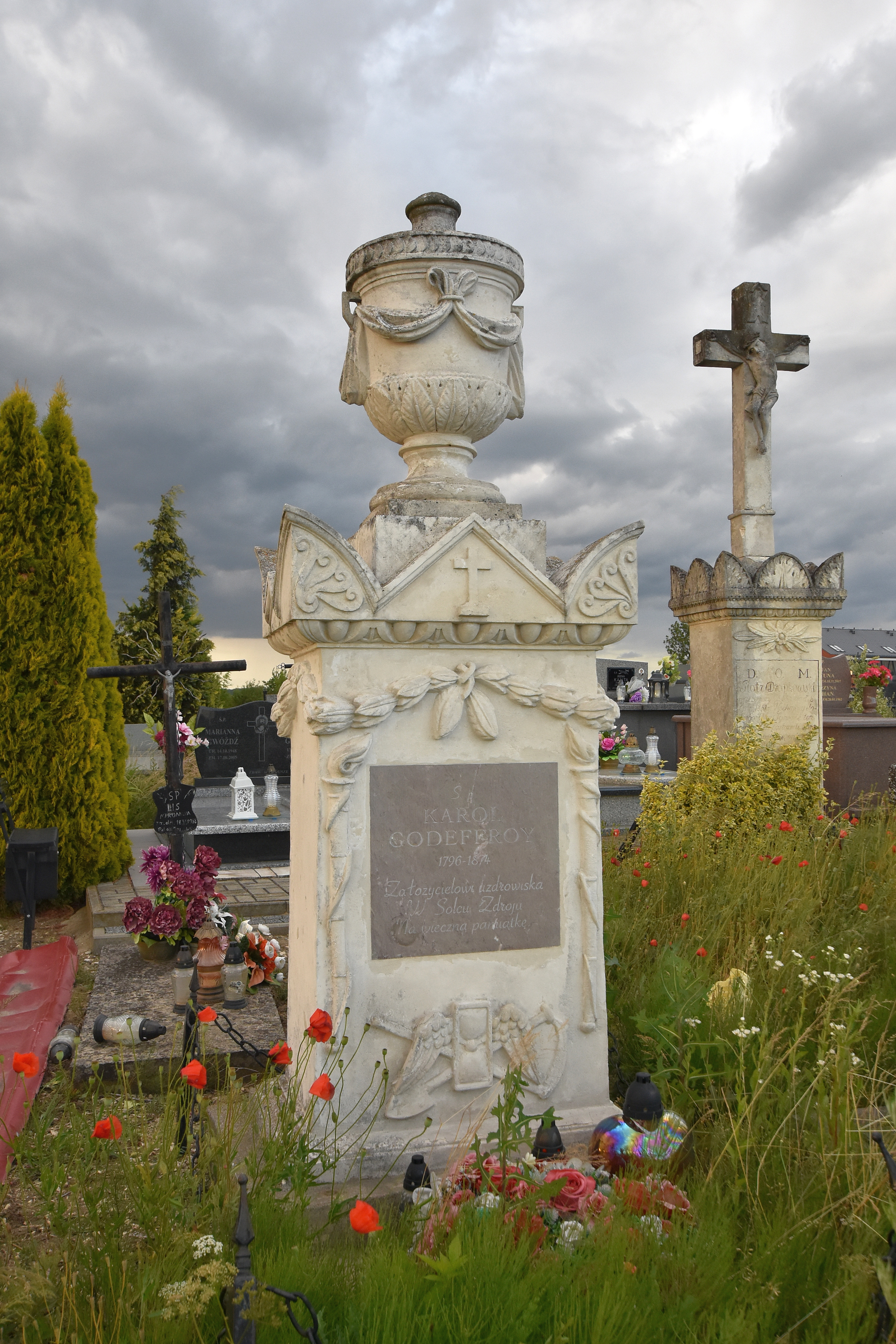
Nagrobek Karola Godeffroy na cmentarzu w Solcu-Zdroju

Karol Godeffroy w 1865 r. ufundował i postawił w okolicy Zborowa i Solca trzy krzyże przydrożne, jako wotum wdzięczności za szczęśliwe uwolnienie z carskiego więzienia jego najstarszego syna Juliana, osadzonego tam za udział w powstaniu styczniowym.
Krzyże stanęły w:
- przy wyjeździe ze Zborowa do Żukowa,
- przy drodze ze Zborowa do Solca-Zdroju,
- przy drodze z Żukowa do Piasku Małego (obecnie w miejscu starego drewnianego krzyża stoi krzyż żelazny wykonany z prętów z żeliwną figurką Chrystusa).

Wkrótce potem przeprowadził się do Krakowa. Po wielu latach, na starość zamieszkał u swej córki Karoliny i zięcia Ludwika Walchnowskiego w Nizinach, tam też zmarł w 1878 r. Jest pochowany w Koniemłotach.
Na początku XX wieku uzdrowisko Solec-Zdrój zostało odkupione przez braci Romualda i Włodzimierza Daniewskich.